# Apple S2
Apple S2は、 Apple Watch Series 2に統合されたコンピュータであり、 Appleによって「システムインパッケージ」（SiP）とし2016年9月7日に発売された。
仕様に関する情報はほとんどないが、Appleによれば、2つのコアは50％高いパフォーマンスを提供し、GPUは前身のApple S1の2倍のパフォーマンスとなっているが、パフォーマンスはApple Watch Series 1のApple S1Pと同様である。

## 画像

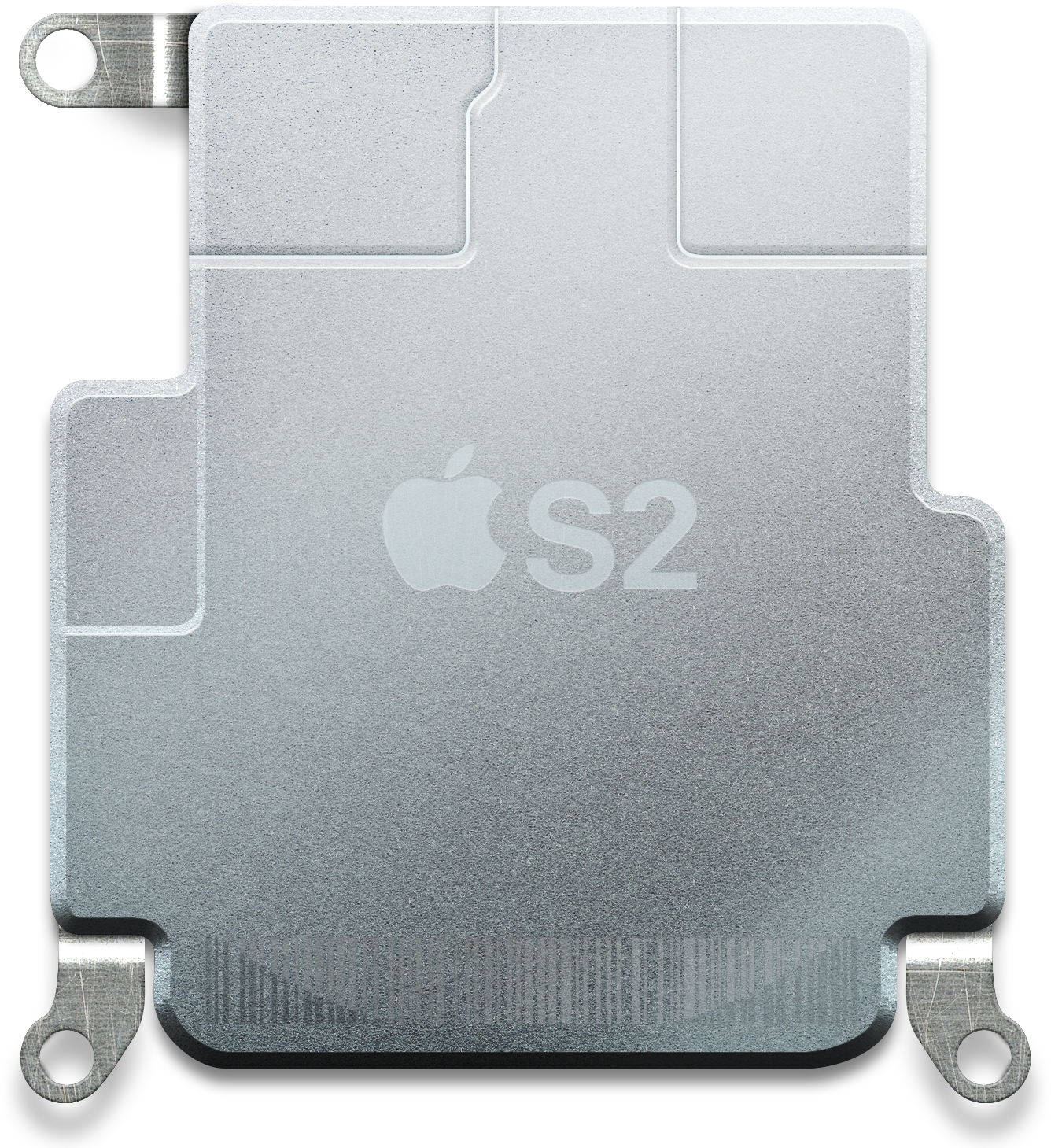
Apple S2 のパッケージ。
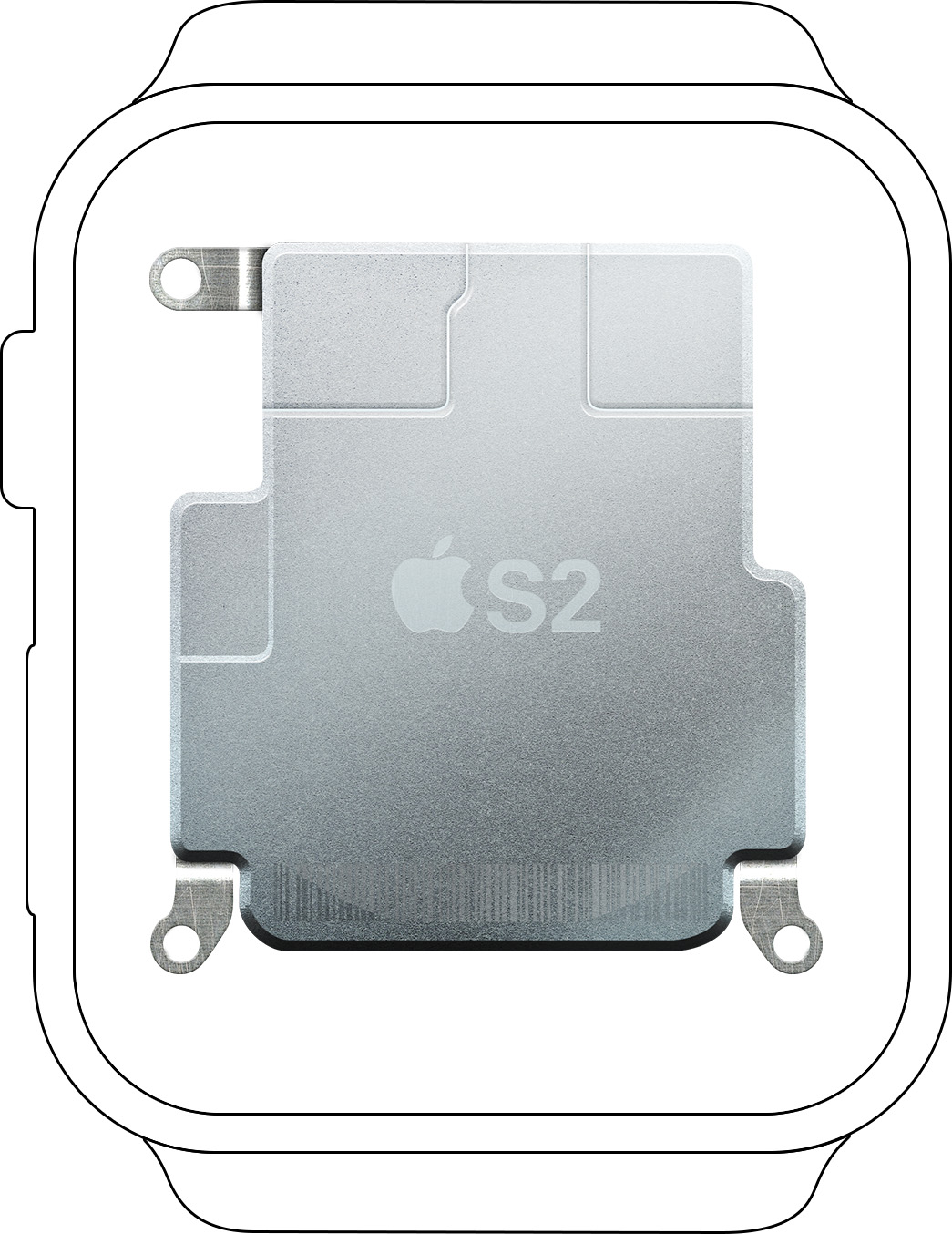
Apple S2とApple Watch Series 2の大きさの比較。